# Adoretus machatschkei
Adoretus machatschkei är en skalbaggsart som beskrevs av Rudolph Petrovitz 1965. Adoretus machatschkei ingår i släktet Adoretus och familjen Rutelidae. Inga underarter finns listade i Catalogue of Life.